# بلویل (کارولینای شمالی)
بلویل (به انگلیسی: Belville) شهری در ایالت کارولینای شمالی کشور ایالات متحده آمریکا است که جمعیت آن در سرشماری سال ۲۰۱۰ میلادی، ۱٬۹۳۶ نفر بوده‌است.